# 贝尔纳代德巴
贝尔纳代德巴（法語：Bernadets-Debat，法語發音：[bɛʁnadɛ dəba]）是法国上比利牛斯省的一个市镇，位于该省中北部，属于塔布区。该市镇总面积8.77平方公里，2009年时的人口为104人。

## 人口
贝尔纳代德巴人口变化图示